# Méroé
Pour les articles homonymes, voir Méroé (homonymie).

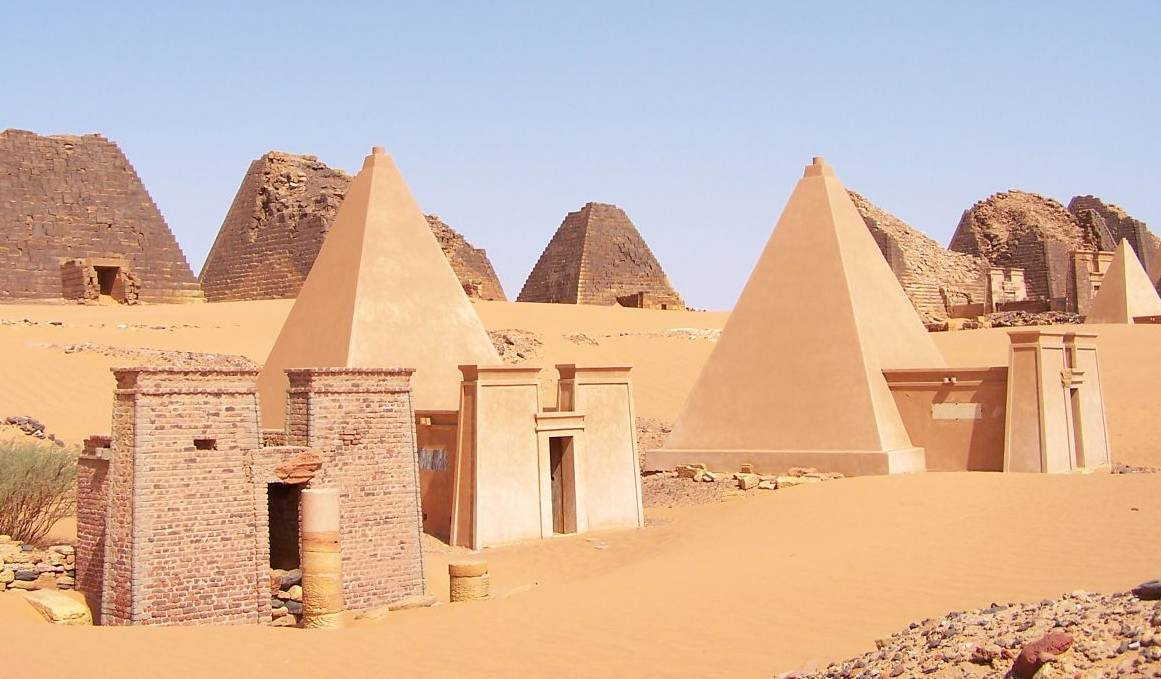
Les pyramides de Méroé en septembre 2005. À l'avant, de gauche à droite, apparaissent les pyramides N25 (portique seulement), N26 et N27.

Méroé est une cité antique de Nubie, capitale du royaume de Koush qui marque le début de l'ère méroïtique et correspond également à la dernière phase de ce royaume. Elle est connue pour ses nécropoles à pyramides à forte pente relativement bien conservées. Le site est inscrit sur la liste du patrimoine mondial de l'UNESCO depuis 2003.
Cette cité a formé la capitale du royaume de Koush pendant plusieurs siècles. Le royaume koush de Méroé, qui a donné son nom à l'île de Méroé, fait aujourd'hui partie du Soudan moderne, une région limitée par le Nil (de la rivière Atbara à Khartoum), la rivière Atbara et le Nil Bleu.

## Contexte historique
Un État, indépendant de sa puissante voisine l'Égypte, s'était développé de -2500 à -1500 dans la zone de l'actuel Soudan. Sa capitale était Kerma. Après une phase de conquête, Kerma fut vaincue et la Nubie intégrée pendant cinq siècles au territoire égyptien. Il faut alors attendre le VIIIe siècle avant notre ère pour voir un nouveau pouvoir royal indépendant émerger en Nubie, autour de la nouvelle capitale Napata. Cette période est notamment restée célèbre en raison d'un court épisode de domination de l'Égypte par le royaume de Koush durant la XXVe dynastie. Défaits par les Assyriens, les Nubiens refluèrent ensuite vers le sud, la capitale se déplaçant à Méroé au Ve siècle avant notre ère.

## Le site de Méroé
Située en aval de la sixième cataracte du Nil en Nubie, cette cité donne son nom à une brillante civilisation qui se développe depuis la première cataracte jusqu’au confluent des deux Nil et sans doute plus au sud, entre le IVe siècle avant et le IVe siècle de notre ère. Influencée par ses voisins, surtout l’Égypte lagide des Ptolémées puis l'Égypte romaine, mais aussi le Proche-Orient et la Perse, elle connaît un âge d’or au Ier siècle avant notre ère.
C'est sous le règne de Néron, en 61/63, qu'une expédition romaine achève la reconnaissance de la route entre Syène (Assouan) et Méroé.
La nécropole royale est découverte par les explorateurs français Frédéric Cailliaud, Pierre-Constant Letorzec et Louis Maurice Adolphe Linant de Bellefonds en 1822.
Le site de Méroé est très étendu et les fouilles n’ont qu’à peine effleuré les vestiges. Il se compose d'au moins quatre lieux différents. Le premier est une zone urbaine étendue dans dans laquelle des palais, des ateliers et des sanctuaires ont été dégagés, dont un sanctuaire de l'eau remarquable, précédemment identifié comme des « bains royaux ». Plus à l'est, les trois nécropoles de Begrawiyah Ouest, Sud et Nord comptent environ deux cents pyramides au total. 
Loin vers l’est, fermant cette immense plaine, les pyramides royales construites au sommet de deux petites collines étaient encore quasi intactes en 1834. Cette année-là, Giuseppe Ferlini, un aventurier italien, médecin militaire au service de l'armée de Méhémet Ali, découvre un trésor dans la sépulture de la reine Amanishakhéto en se servant des dessins et plans de Cailliaud. Pour y parvenir, Ferlini ordonne le démantèlement de la pyramide, la transformant en un amas de pierre. Les bijoux de la reine sont actuellement exposés à Munich et à Berlin (Ägyptisches Museum).
La connaissance du Méroïtique restant parcellaire, les rois et reines qui se succèdent ne sont souvent pour nous qu’un nom sur une table d’offrandes funéraires ou le décor d’une pyramide.
Plusieurs femmes accèdent au pouvoir sous le titre de candace. En -33, la candace Amanishakhéto refuse de se soumettre aux Romains. Le royaume vit encore deux cents ans, avant de s'éteindre pour des raisons encore mal connues.
Vers 350, Ezana, le roi d’Aksoum, affirme sur deux stèles qu’il a combattu victorieusement les Noba (Nubiens), traversant l’ancien territoire des Kasou (Koushites). On en a conclu qu’à cette époque, le royaume de Méroé avait succombé sous les coups des Éthiopiens.

## Galerie

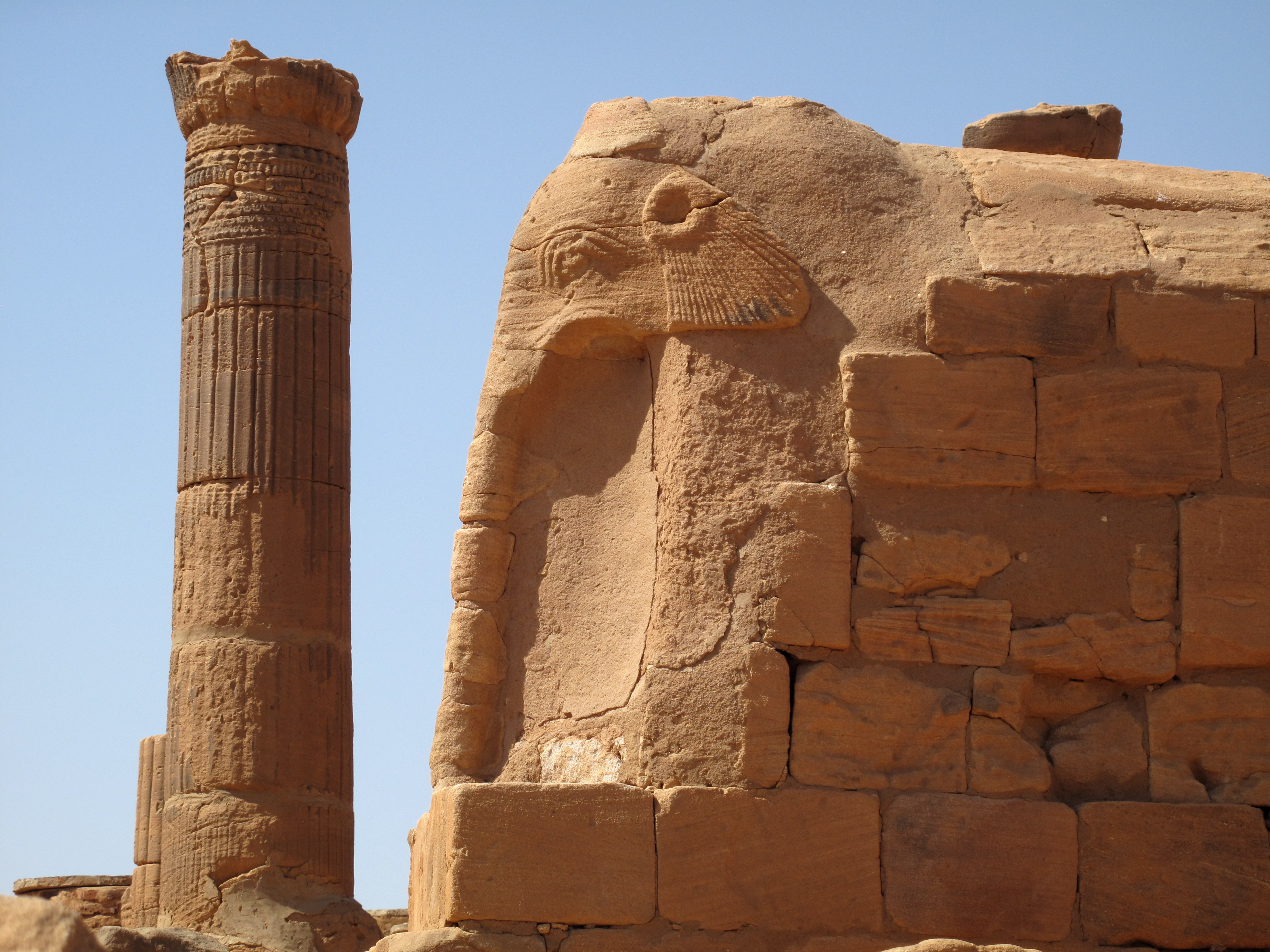
Sculpture d’éléphant et colonne.
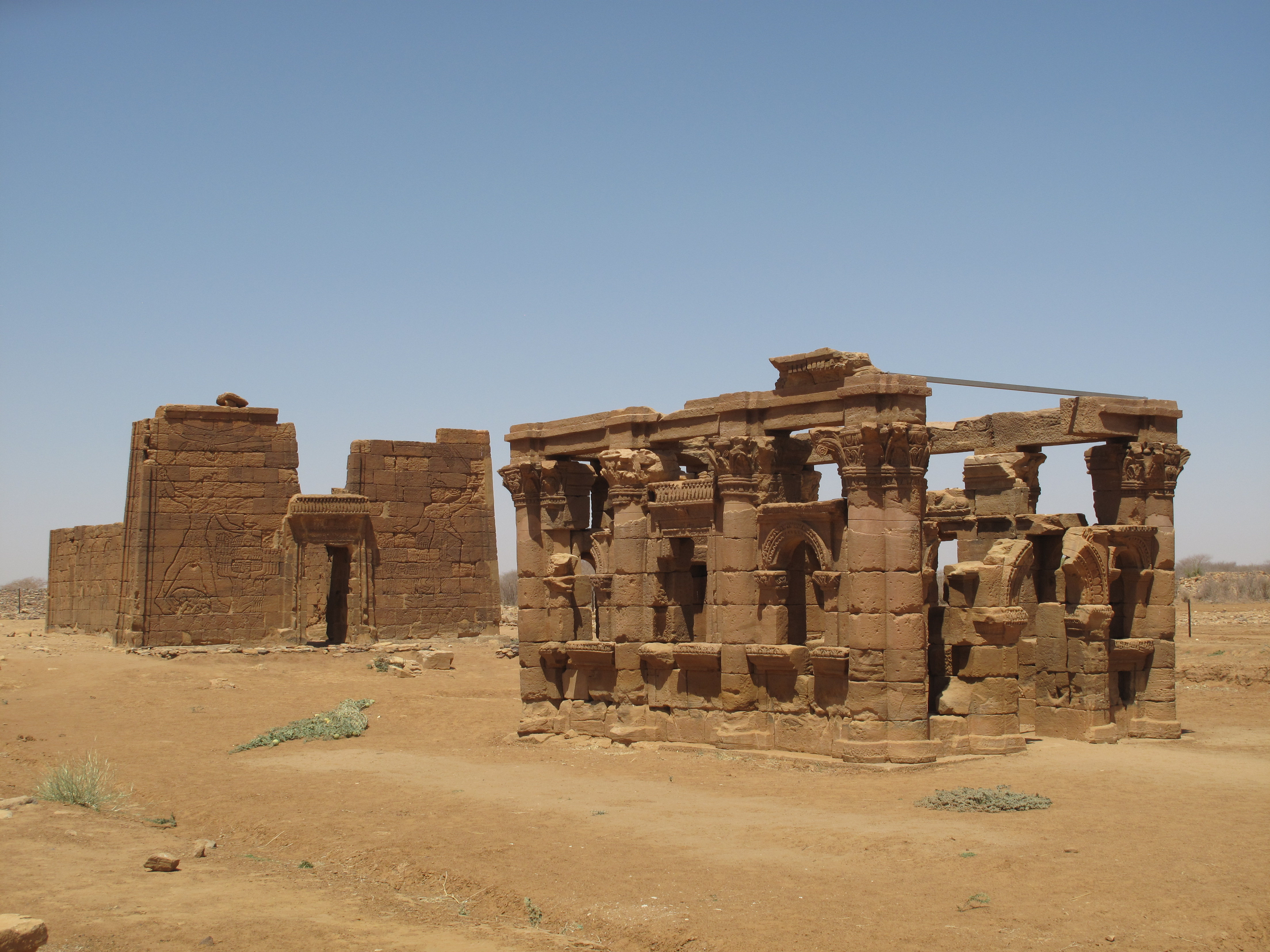
Portique sculpté.
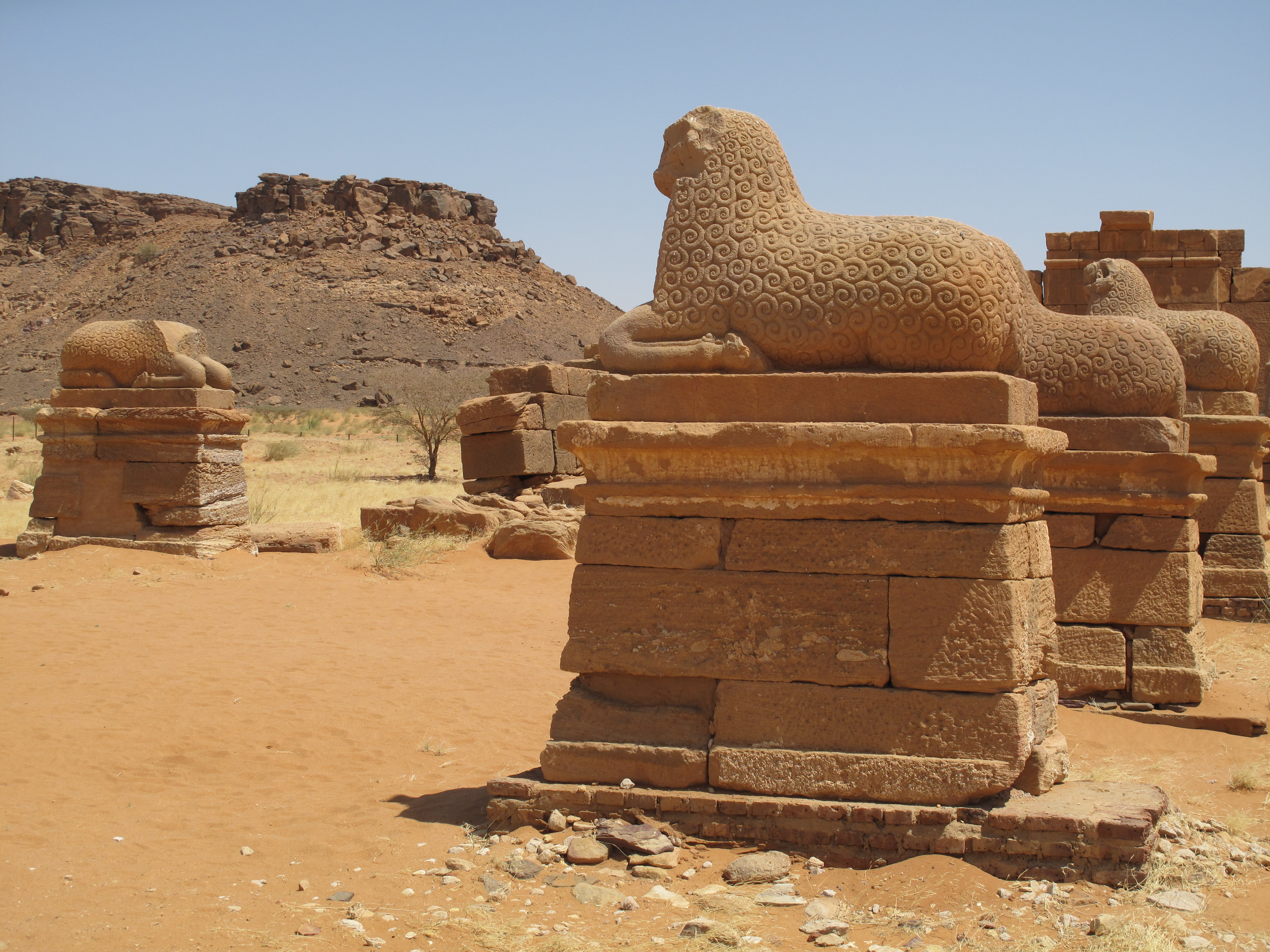
Allée bordées de colonnes portant des moutons.
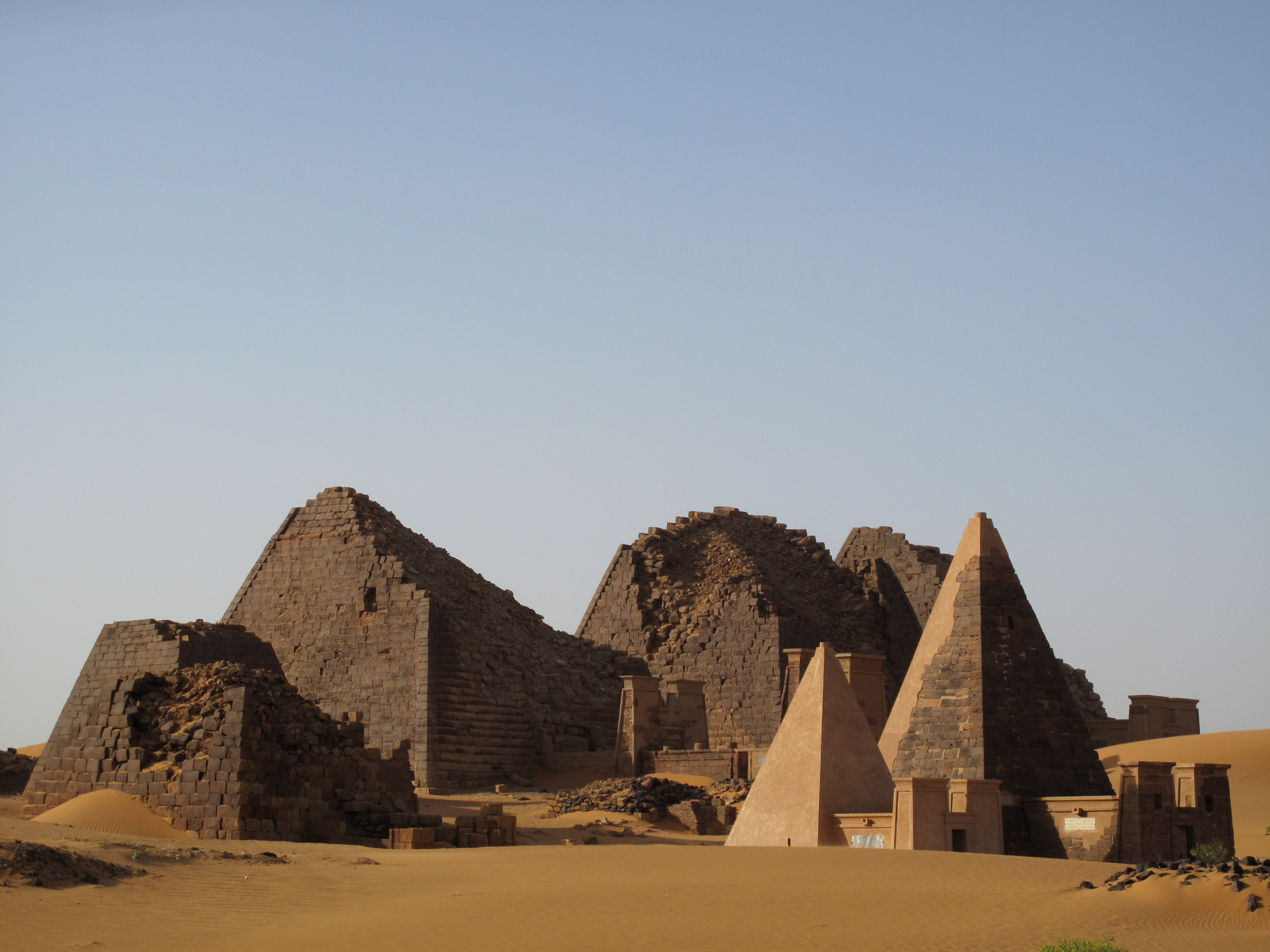
Pyramides nubiennes.

### Cinématographie
- Au royaume des pharaons...noirs, documentaire de 58 minutes, 2020 de San Mortimore, France Télévision. Windfall film.